# Krudttårnet
 For alternative betydninger, se Krudttårnet (flertydig). (Se også artikler, som begynder med Krudttårnet)
Krudttårnet, der burde hedde Kanontårnet, da det var forsynet med kanoner og oprindeligt ikke beregnet til opbevaring af krudt, er den sidste rest af Citadel Fladstrand. Citadellet blev opført på Reesnis, et næs, som strakte sig ud i havet, i 1686-1690 for at beskytte ankerpladsen ud for fiskerlejet i Fladstrand (der oprindeligt hed Flade Strand). Krudttårnet blev bygget på en selvstændig ø (oprindeligt et stenrev) ud for Reesnis som et Martellotårn. Det er bygget til at modstå kanonild.
I 1686 blev de to skanser, Nordre og Søndre Skanse, forbundet af et imponerende fæstningsværk: Citadel Fladstrand. Med tabet i 1658 af Skåne, Halland, Blekinge og Bohus Len fik Citadel Fladstrand stor betydning. Det blev bygget som erstatning for den tabte Marstrand Fæstning (lå i Bohus Len). Det lå på sejlruten fra Danmark til Norge, og reden for fik en vigtig rolle som ankerplads for den danske flåde. Med sin strategiske placering ved Kattegat var det afgørende at beskytte havnen og de skibe, der lå for anker på reden, mod fjendtlige angreb.
Dette citadel kom til at spille en central rolle i Den Store Nordiske Krig (1709-1720) og Englandskrigene (1807-1814). Det satte Fladstrand for alvor på det militære landkort.
Fladstrand blev i 1818 købstad under navnet Frederikshavn. Frederik VI lagde navn til.

#### Flytning af Krudttårnet
Tidligere var Krudttårnet frit beliggende på en ø inden for Citadel Fladstrand, men det blev efterhånden omklamret af bygninger og anlæg tilhørende det i 1999 nedlagte Frederikshavn Værft.
Det blev i 1974, hvor man gik i gang med at forlænge tørdokken på Frederikshavn Værft, besluttet at flytte det 4.500 tons tunge krudttårn til den nuværende placering. Hele Krudttårnet blev støbt ind i en betonkappe, der skulle holde sammen på det hele, og der blev støbt en flad plade under tårnet, som skulle løftes op og glide på teflonbelagte skinner. 100 donkrafte skubbede derefter tårnet ca. 1 m i døgnet.
Mellem jul og nytår 1975 kom en kraftig storm, som slog hul i dokkens spunsvæg. Dokken blev fyldt med vand. Jorden under Krudttårnet skred sammen, så det kom til at stå som Det skæve Tårn i Pisa. Det tog et halvt år at reetablere dokken. Herefter kunne tårnet rettes op og flytningen fortsætte.
Transportvejen var 276 m. Flytningen er beskrevet på museet. 

#### Krudttårnet i dag
Krudttårnet er i dag hjemsted for et militærhistorisk museum og er samtidigt Frederikshavns vartegn.